# Chris Craft
Chris Craft   (Porthleven, 17 de novembre de 1939 - Essex, 20 de febrer de 2021) va ser un pilot de curses automobilístiques britànic que va arribar a disputar curses de Fórmula 1.

## A la F1
Chris Craft va debutar a la desena i penúltima cursa de la temporada 1971 (la 22a temporada de la història) del campionat del món de la Fórmula 1, disputant el GP del Canadà el 19 de setembre del 1971 al circuit de Mosport.
Va participar en un total de dues curses puntuables pel campionat de la F1, no aconseguint finalitzar cap cursa i no assolí cap punt pel campionat del món de pilots.

## Resultats a la Fórmula 1
| Any  | Equip            | Xassís  | Motor    | 1   | 2   | 3   | 4   | 5   | 6   | 7   | 8   | 9   | 10      | 11      | Posició | Punts |
| ---- | ---------------- | ------- | -------- | --- | --- | --- | --- | --- | --- | --- | --- | --- | ------- | ------- | ------- | ----- |
| 1971 | Ecurie Evergreen | Brabham | Cosworth | SUD | ESP | MON | HOL | FRA | GBR | ALE | AUT | ITA | CAN NVS | USA Ret | -       | 0     |

### Resum
| Curses: | Victòries: | Pòdiums: | Poles: | Voltes ràpides: | Punts: |
| ------- | ---------- | -------- | ------ | --------------- | ------ |
| 2       | 0          | 0        | 0      | 0               | 0      |